# El virginiano (película de 1929)
El virginiano (The Virginian) es una película de 1929 basada en la novela de Owen Wister El virginiano: jinete de las llanuras (The Virginian: A Horseman of the Plains, 1902). La película fue dirigida por Victor Fleming, y contó con el actor Gary Cooper encarnando al protagonista.

## Sinopsis
Molly Wood (Mary Brian) llega a un pueblo pequeño para ser la maestra de la escuela. El virginiano (Gary Cooper) es el capataz de un rancho local, y Steve (Richard Arlen) es su mejor amigo. Pronto se convierten en rivales por el amor de Molly. Steve entra en contacto con los «chicos malos» liderados por Trampas (Walter Huston) y le roba el ganado. Como capataz, el virginiano debe dar la orden de colgar a su amigo. Trampas se aleja, pero regresa para el enfrentamiento culminante en las calles.

## Reparto
- Gary Cooper: el virginiano
- Richard Arlen: Steve
- Walter Huston: Trampas
- Mary Brian: Molly
- Chester Conklin: "Pa" Hughey
- Eugene Pallette: "Honey" Wiggin
- Victor Potel: Nebrasky
- E. H. Calvert: el juez Henry
- Helen Ware: 'Ma' Taylor
- Randolph Scott: Rider (sin acreditar)

## Otras películas
Se han hecho otras películas con el mismo nombre y el mismo tema:
- 1914: El virginiano, dirigida por Cecil B. DeMille, con Dustin Farnum.
- 1923: El virginiano, con Kenneth Harlan y Florence Vidor.
- 1946: El virginiano, con Joel McCrea y Brian Donlevy.
- 1962 - 1971: El virginiano, serie estadounidense de televisión, con James Drury y Doug McClure.
- 2000: El virginiano, con Bill Pullman, Diane Lane, John Savage, Colm Feore y Dennis Weaver.